# Čair
Čair (in macedone Чаир?, in albanese Çairi) è uno dei dieci comuni che compongono la città di Skopje. La sua popolazione è di 64 773 abitanti (dati 2002). È la città vecchia di Skopje.

## Geografia fisica
Il comune è situato ad est del fiume Vardar, sul lato opposto rispetto alla città moderna. Confina con Centar a sud-ovest, con Karpoš ad ovest, con Butel a nord e con Gazi Baba a est.

## Società

### Evoluzione demografica
La popolazione è così suddivisa dal punto di vista etnico:
- Albanesi = 36 921
- Macedoni = 15 628
- Turchi = 4 500
- Rrom = 3 083
- Bosniaci = 2 950

## Località
Il comune è composto dalle seguenti località:
- Bitpazar
- Dukjandzik
- Old Bazzar
- Star Čair
- Nov Čair
- Topaana
- Topansko Pole
- Jaja Paša